# Peter Rodsteen
Peter baron Rodsteen (22. juni 1662 – 22. oktober 1714) var en dansk gehejmeråd, bror til Christian Rodsteen.
Han var søn af admiral Markor Rodsteen. 1686 blev han ansat som hofjunker hos prins Christian og blev 1689 kammerjunker, medens han samtidig fra 1685 af var sekretær i Danske Kancelli. 1707 udnævntes Rodsteen til stiftamtmand over Aalborg Stift og amtmand over Aalborghus Amt, fra hvilken stilling han 1712 afskedigedes. Samme år fik han Det hvide Bånd og udnævntes til gehejmeråd og præses i Admiralitetet, men døde allerede 22. oktober 1714. Efter faderen havde han arvet Sønder Elkær.
1703 havde han ægtet kammerfrøken hos prinsesse Frederikke Amalie, Sophie Elisabeth Charisius (8. oktober 1647 – 21. maj 1706), datter af stiftamtmand Peder Charisius til Palstrup og enke efter oberst Constantin baron Marselis til Marselisborg og Stadsgård. Hun oprettede 1703 af Stadsgård stamhuset Constantinsborg, i hvilken anledning Rodsteen udnævntes til friherre.